# Pachalik de Podolie
Le pachalik de Podolie ou eyalet de Podolie est une province de l'Empire ottoman, dans l'actuelle Ukraine. Les Ottomans la prennent en 1672 à la République polono-lituanienne, avec le concours d'une partie des cosaques de la région. La courte existence de cette province est surtout marquée par des guerres entre Turcs et Polonais. Elle revient à la Pologne-Lituanie en 1699.
1672–1699
Entités précédentes :
- Voïvodie de Podolie (République des Deux Nations)

Entités suivantes :
- Voïvodie de Podolie (République des Deux Nations)

## Histoire

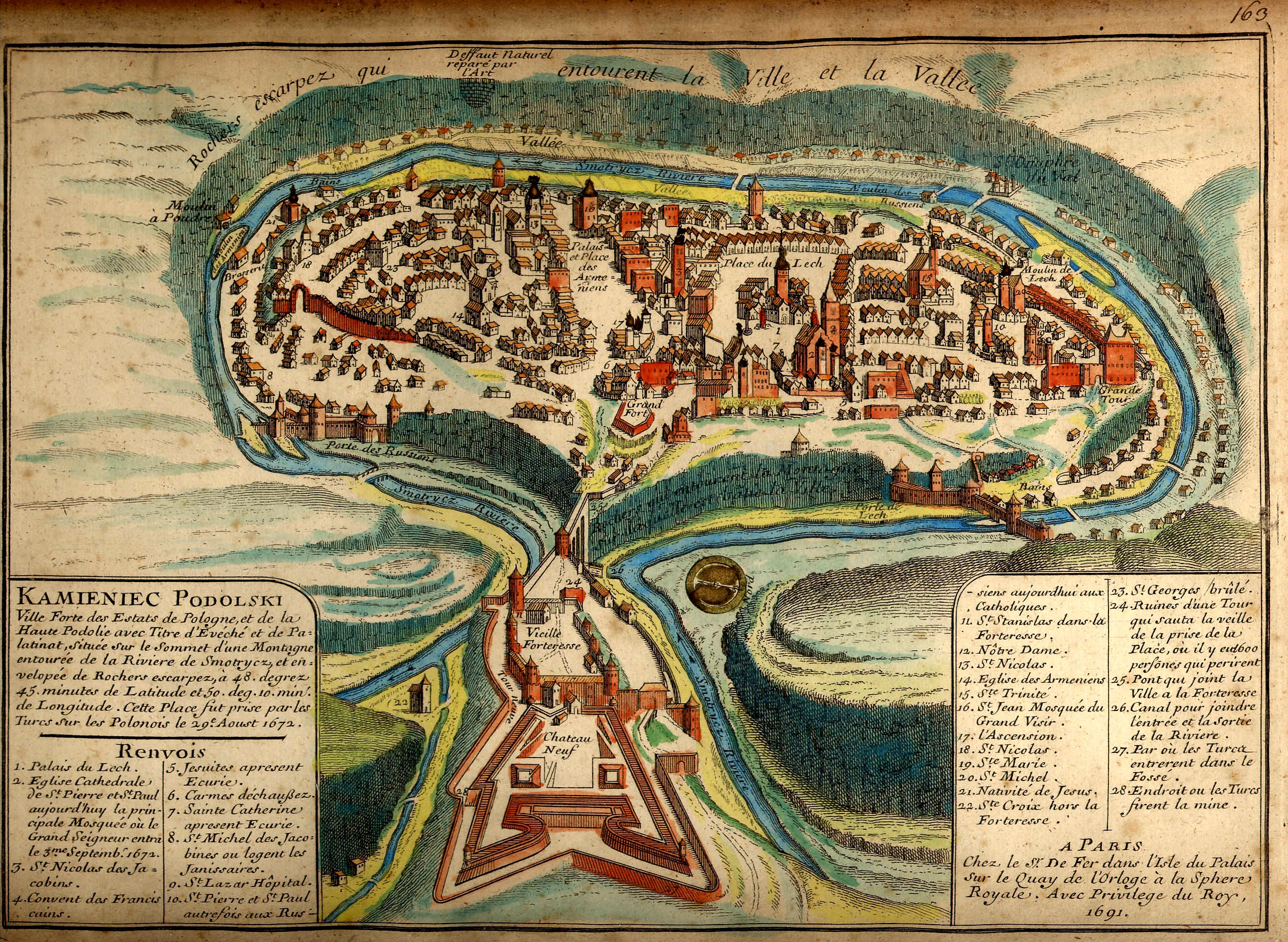
Forteresse ottomane de Kamianets-Podilskyï, capitale de la Podolie, 1672-1699

Après la révolte de Bohdan Khmelnytsky (1648-1657), l'Ukraine reste partagée entre le tsarat de Russie, qui tient Kiev et la rive gauche du Dniepr, et la République polono-lituanienne (République des Deux Nations), qui conserve la rive droite, les régions de la mer Noire appartenant au sultan Ottoman et à son vassal le khan des Tatars de Crimée. En 1667, le chef cosaque Petro Dorochenko se fait proclamer hetman de l'Ukraine de la rive droite et se révolte contre la Pologne. Il fait appel à l'aide du sultan Mehmed IV. La guerre frontalière entre Polonais, cosaques et Tatars de Crimée débouche bientôt sur une guerre générale. En 1672, le grand vizir Fazıl Ahmet Köprülü, à la tête d'une nombreuse armée de Turcs, de Tatars, de Moldaves et de cosaques ukrainiens partisans de Petro Dorochenko, entre en Ukraine et remporte le siège de Kamianets-Podilskyï (en). La Pologne, par le traité de Boutchatch, cède aux Ottomans la voïvodie de Podolie et accepte de leur payer un tribut. Mais la Diète polono-lituanienne rejette ce traité et la guerre reprend : l'armée polono-lituanienne, conduite par le futur roi Jean Sobieski, remporte des succès et oblige les Ottomans à renoncer au tribut. La guerre polono-turque de 1672-1676 laisse la Podolie aux Ottomans.
En 1676, les Ottomans tirent de captivité Iouri Khmelnytsky, ancien hetman d'Ukraine, pour essayer de gagner l'alliance des cosaques contre les Russes lors de la guerre russo-turque de 1676-1681. Mais Iouri, proclamé hetman de la Rive droite en 1678, n'arrive pas à s'imposer. Les Ottomans l'évacuent en lui concédant une petite principauté autour de Nemyriv, à la frontière de la Podolie. En 1681, les Ottomans déposent Iouri qui passe pour despotique et mentalement instable : celui-ci se met brièvement au service de la Pologne avant d'être de nouveau capturé par les Ottomans et exécuté en 1685.
Un évêque orthodoxe de Kamianets, appelé Pankratij, est nommé par le patriarche de Constantinople en 1681.
En 1683, la Pologne se joint au Saint Empire dans la Grande guerre turque. Après la défaite des Ottomans lors du siège de Vienne (1683), les Polono-Lituaniens s'efforcent de reconquérir la Podolie. En 1687, Kamianets est assiégée sans succès par le prince Jacques Louis Henri Sobieski, fils de Jean Sobieski. En 1692, les Polonais construisent la forteresse d'Okopy (en) pour surveiller les garnisons ottomanes de Khotyn, en Moldavie, et de Kamianets. La Pologne-Lituanie finit par recouvrer la province au traité de Karlowitz (1699) qui met fin à la troisième guerre polono-turque (1683-1699) (en).

## Administration
Le pachalik (ou eyalet) de Podolie, borné au sud-ouest par la principauté de Moldavie, au sud par le pachalik de Silistra, au sud-est par le khanat de Crimée, est tenu par une garnison ottomane de 6 000 hommes à Kamianets-Podilskyï et des petites garnisons d'une centaine d'hommes à Bar, Medjybij, Yazlovets (en), et Tchortkiv. Il est divisé en quatre sandjaks :
1. Sandjak de Kamaniçe (Kamianets-Podilskyï)
2. Sandjak de Bar
3. Sandjak de Mejibuji (Medjybij)
4. Sandjak de Yazlofça (Yazlovets)

## Sources et bibliographie
- (en) Cet article est partiellement ou en totalité issu de l’article de Wikipédia en anglais intitulé « Podolia Eyalet » (voir la liste des auteurs) dans sa version du 29 mars 2016.